# Instituto Hélio Amaral

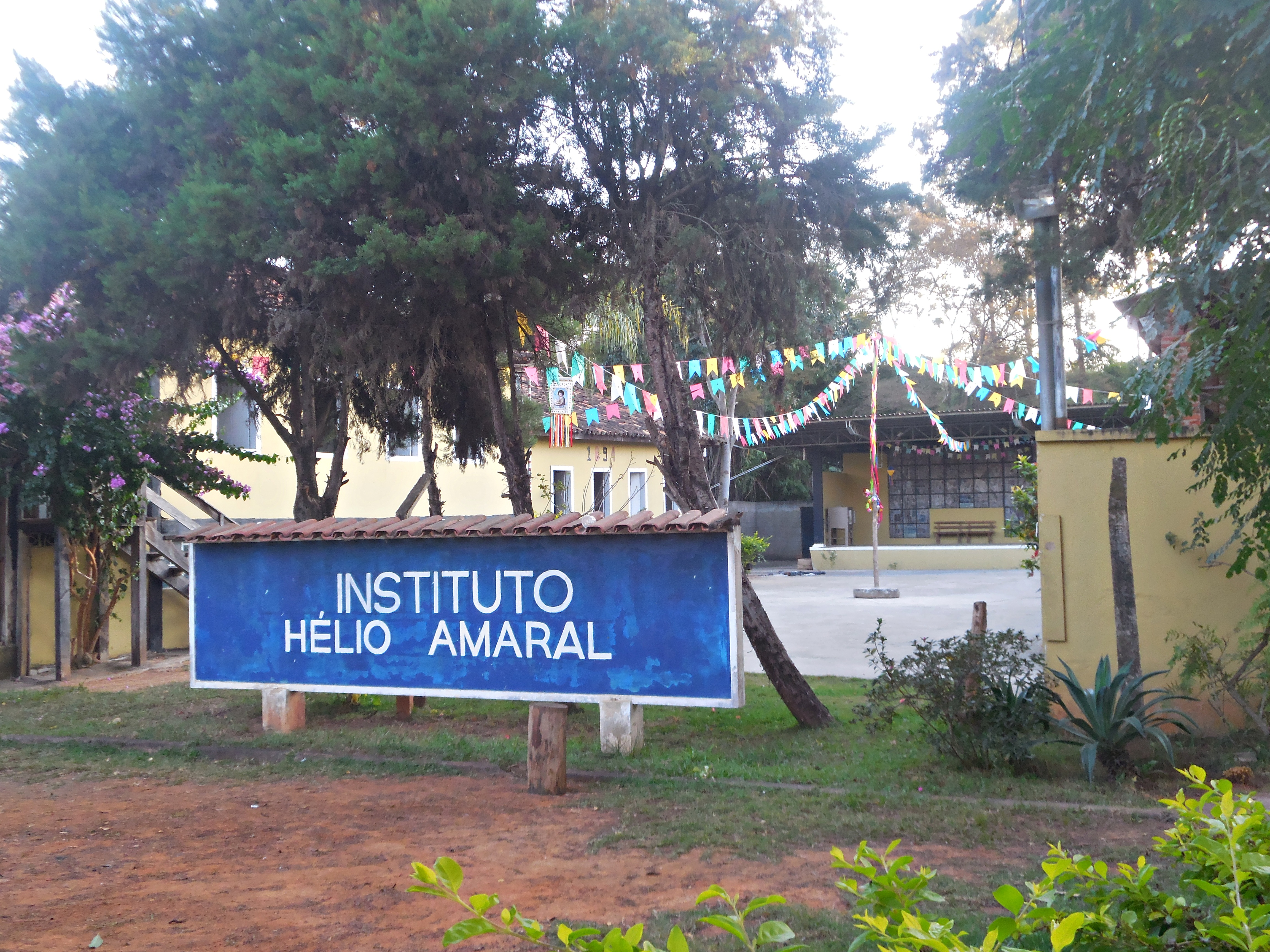
Entrada do Instituto Hélio Amaral

O Instituto Hélio Amaral (IHA) é um centro cultural localizado no município brasileiro de Caratinga, no leste do estado de Minas Gerais. Foi criado no dia 12 de junho de 2004 e declarado como bem de utilidade pública em outubro de 2007. Instalado em uma área própria de cerca de 5 mil m², conta com biblioteca, auditório, museu e espaço para eventos culturais, dentre outros atrativos. Ocasionalmente é palco de eventos e exposições abertas à comunidade, inclusive através de parcerias da prefeitura.
Também abriga o Vitral das Carmelitas, que é tombado como patrimônio cultural municipal. O IHA edita o jornal "Nós". No jornal de número 05, que nos lembra que o instituto foi criado sem ajuda financeira, lemos: "Sendo uma cidade sede de duas Instituições universitárias ativas com dezenas de cursos, ressentia-se Caratinga de uma instituição voltada prioritariamente para a cultura. Mesmo sem gozar de benefício das autoridades políticas e do empresariado local, criou-se ambiente para escritores, artistas, músicos e amigos da cultura em geral".
Em 2015 o jornal "Nós" passou a contar com uma edição virtual divulgada por meio do Facebook. 

## Lançamentos de Livros

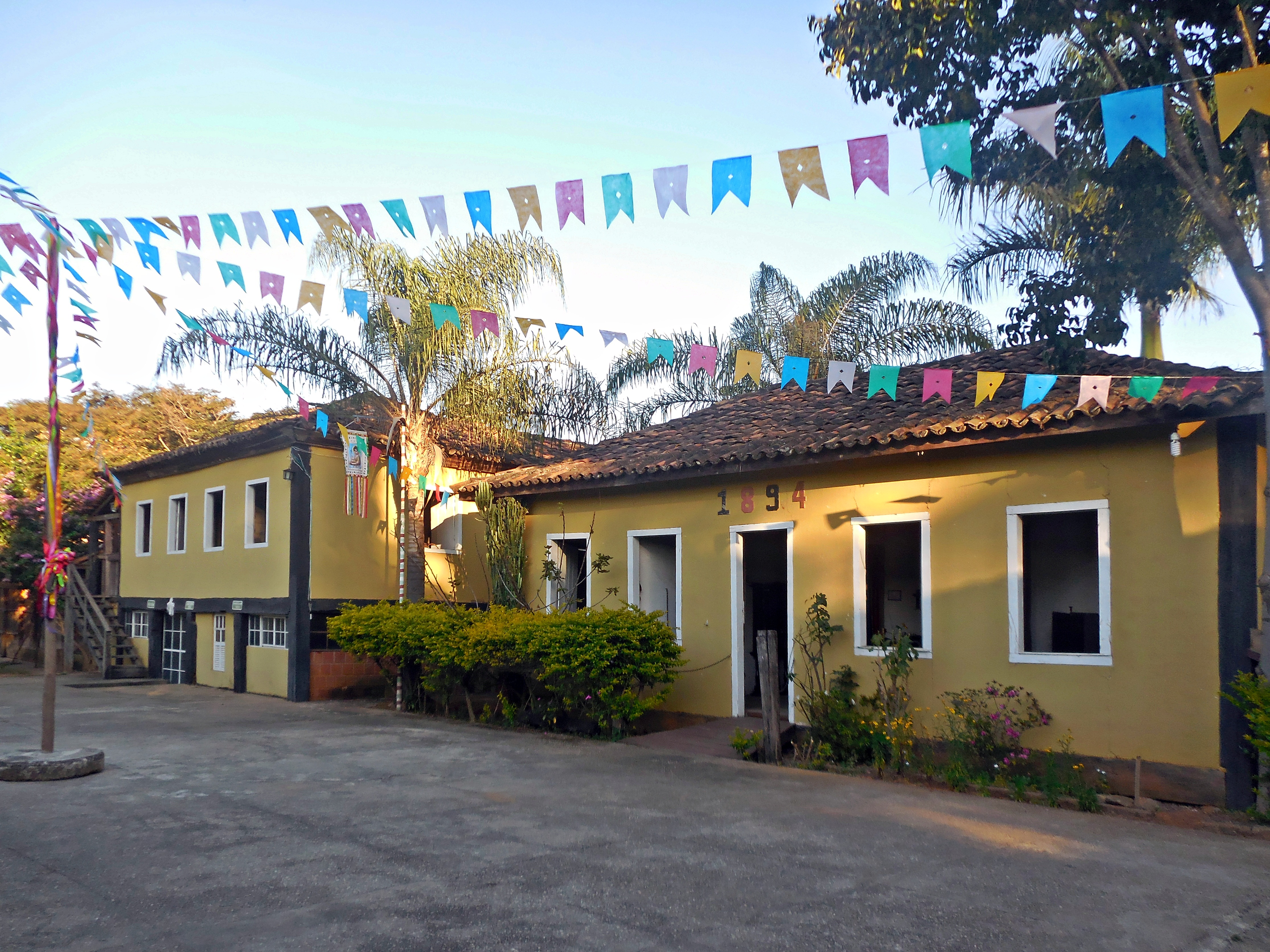
Casarão datado de 1894 no Instituto Hélio Amaral, onde funciona o museu.

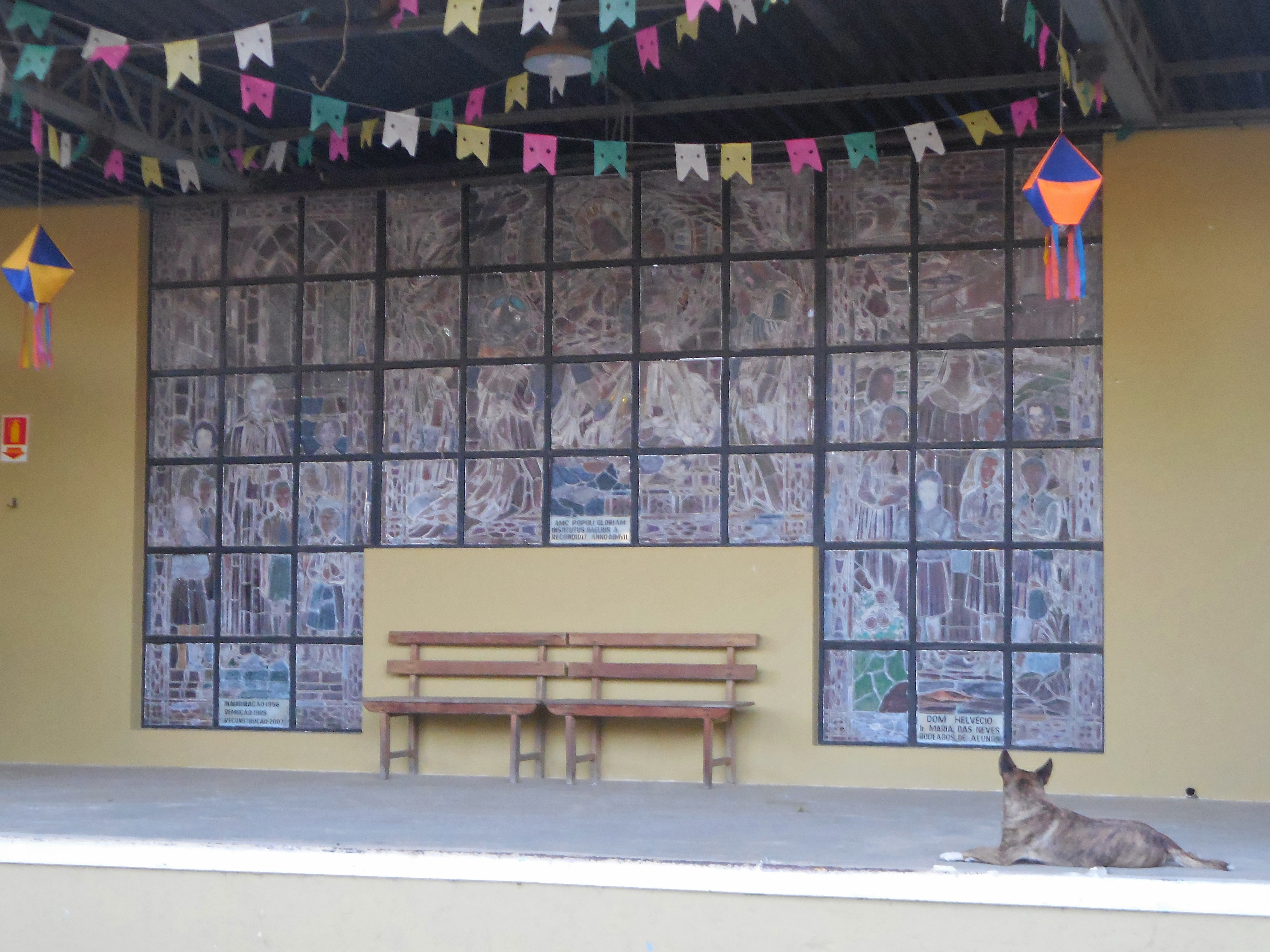
Vitral das Carmelitas, patrimônio cultural municipal mantido pelo instituto.

- “Intimidade Vasculhada”, de Mírian Freitas.
- “Histórias da Irmã Ana Lúcia”, de Glória Soares do Amaral.
- “Os deuses comem pão”, de Marcos Teixeira.
- “O Baú da Jararaca Alegre”, de Camilo Lucas.
- “E foi Assim... Doidim Paquerê”, de Edra.
- “Adeus rio Doce”, de Geny Vilas-Novas.
- “A Menina do Adeus”, de Ivanir Corrêa de Faria.

## Outras realizações
- Exposições: “Lentes do passado – fotos antigas da cidade de Carainga” – José Brice 2005 e 2006.
- “Exposição de Artes Plásticas, técnica mista” – Sinval – 2007.
- REATIVAÇÃO DOS CABOCLINHOS - com várias apresentações em 2007.
- Publicação do jornal "NÓS": informativo cultural do Instituto Hélio Amaral.
- Comemoração do 19 de abril - Dia do Índio